# Diego Gutiérrez de los Ríos y Aguayo
Diego Gutiérrez de los Ríos y Aguayo (Córdoba, Corona castellana, ca. 1480 – f. reino castellano de Córdoba, Corona de España, e/ enero y marzo de 1553) era un hidalgo devenido en señor feudal y gobernador colonial español nombrado teniente de gobernador de Panamá de 1529 a 1533 y posteriormente como corregidor de Potosí desde 1546 hasta 1549. En 1551 fundó un mayorazgo, convirtiéndose de esta manera en el primer señor de La Moyana. Era hermano del gobernador Pedro Gutiérrez de los Ríos y Aguayo.

## Biografía

### Origen familiar y primeros años
Diego Gutiérrez de los Ríos y Aguayo había nacido hacia 1480 en la ciudad de Córdoba, capital del reino homónimo que era uno de los entonces tres de Andalucía y en donde se le agregó el cuarto luego de la conquista y capitulación del 17 de abril de 1492 del Reino nazarí de Granada por los Reyes Católicos.
Su padre era Diego Gutiérrez de los Ríos y Hoces, II señor de Las Ascalonias y veinticuatro de Córdoba, —que sirvió con sus vasallos a los Reyes Católicos en las ya citadas guerras de reconquista de Granada desde 1482— y la madre era Elvira Gutiérrez de Aguayo y Montemayor, hija de Fernando de Aguayo Cárcamo y Aldonza López de Montemayor.
Tenía por lo menos dos hermanos: el segundogénito Pedro Gutiérrez de los Ríos y Aguayo, III señor de Las Ascalonias que se licenció en Leyes hacia 1516, veinticuatro de Córdoba y gobernador de Castilla del Oro en Tierra Firme desde 1526 hasta 1529, y el menor Gonzalo Gutiérrez de los Ríos, caballero de la Orden de Calatrava, comendador de Jimena y fundador del hospital de San Andrés de Córdoba.
Sus abuelos paternos eran Diego Gutiérrez de los Ríos y Venegas, I señor de Las Ascalonias y veinticuatro de Córdoba —que actuó en una contienda familiar entre señores feudales— y su primera esposa María Carrillo de Hoces.

### Teniente de gobernador de Panamá
Como regidor del Cabildo panameño en varias ocasiones, remplazando a su predecesor Gonzalo de Badajoz durante el gobierno de Pedro de los Ríos, también al mismo tiempo durante el interinado de Antonio de la Gama pasó a ser designado como teniente de gobernador de Panamá  desde 1529 hasta octubre de 1533, en la gobernación de Castilla del Oro.

### Corregidor de Potosí
Posteriormente viajó a la gobernación de Nueva Toledo con el cargo de primer corregidor de Potosí desde 1546 —de la ya nominal provincia de Charcas cuyos últimos gobernantes fueron Francisco de Almendras y su sucesor Alonso de Mendoza y que a su vez era una dependencia directa de dicha gobernación— ocupando el puesto hasta principios de julio de 1549, mes en que figura como nuevo corregidor el licenciado Juan Polo de Ondegardo y Zárate.

### Viaje a Europa, señor de La Moyana y deceso
Regresó Diego de los Ríos a España y fundó en la ciudad de Córdoba un mayorazgo en 1551, convirtiéndose de esta manera en el primer señor de La Moyana.
Finalmente Diego Gutiérrez de los Ríos y Aguayo fallecería entre los meses de enero y marzo de 1553 en alguna parte del reino de Córdoba, uno de los cuatro de Andalucía que formaba parte de la Corona de España.

## Matrimonios y descendencia
Diego Gutiérrez de los Ríos y Aguayo se había unido dos veces en matrimonio:
1) - En primeras nupcias hacia 1499 con Aldonza de las Infantas< (n. ca. 1484). De este primer matrimonio nacieron por lo menos cinco hijos:
- Diego Gutiérrez de los Ríos y de las Infantas (n. ca. 1500), II señor de la Moyana que se enlazó en primeras nupcias con Leonor de Venegas Manosalvas y Simancas y en segundas nupcias con la sevillana Catalina de la Cerda y Cabrera.
- Francisco de las Infantas (n. ca. 1502) que figuró como heredero en el testamento de su abuelastra Francisca de Mendoza.
- Pedro Guajardo de Luna (n. ca. 1504) que también fue heredero de su abuelastra.
- Juana de Mendoza (n. ca. 1506) quien también heredó de su abuelastra.
- Antonio de las Infantas (n. ca. 1508) que fue sacerdote y al igual que sus hermanos mayores, también heredó de Francisca de Mendoza'.

2) - En segundas nupcias hacia 1511 en Córdoba con Beatriz Lasso de Mendoza Luna y Saavedra (Córdoba, ca. 1482-Córdoba, después de 1554), una hija de Juan de Luna y Saavedra caballero comendador de la Orden de Santiago, alcaide y capitán general de Melilla, en el cual había sido nombrado por los Reyes Católicos y que entonces dependía del ducado de Medina Sidonia, y de su esposa Francisca de Mendoza que siendo viuda y vecina de la collación de Omnium Sanctorum de Córdoba testó el 30 de julio de 1545 y fue enterrada con su marido en el monasterio de Santo Domingo de Scala Celi cercano a la misma ciudad. Beatriz de Mendoza como viuda y también avecindada en la collación de Omnium Sanctorum, otorgó un poder el 5 de abril de 1553 a favor de Iñigo López de Mondragón, procurador de causas en el Consejo de Indias.
Fruto de este segundo enlace nacería por lo menos una hija:
- Francisca Gutiérrez de los Ríos y Lasso de Mendoza (Córdoba, ca. 1512-Almonaster, 1567) que se unió en matrimonio con Gonzalo Martel de la Puente y Guzmán,  XI señor de Almonaster, que había sido tesorero de Castilla de Oro desde principios de 1532 hasta enero de 1535, y que en la sucesora gobernación de Tierra Firme fuera regidor del cabildo en 1542 y alcalde de Panamá en 1543, cuya hija Luisa Martel de los Ríos y Mendoza se casaría con el adelantado Jerónimo Luis de Cabrera.